# يوهان آدم شال فون بيل
يوهان آدم شال فون بيل (بالألمانية: Adam Schall von Bell)‏ (و. 1592 – 1666 م) هو عالم فلك، وكاتب من ألمانيا.
توفي في بكين، عن عمر يناهز 74 عاماً.

## روابط خارجية
- يوهان آدم شال فون بيل على موقع الموسوعة البريطانية (الإنجليزية)